# Філєр Залмен Юхимович
Залмен Юхимович Філєр (нар. 11 листопада 1933, Київ) — радянський та український математик, кандидат фізико-математичних наук (1966), зав. кафедри вищої математики Донецького політехнічного інституту (1966—1976), доктор технічних наук (1987), професор кафедри прикладної математики, статистики та економіки Центральноукраїнського державного педагогічного університету імені Володимира Винниченка (ЦДПУ) (з 1989). Заслужений працівник освіти України (2007).

## Біографія

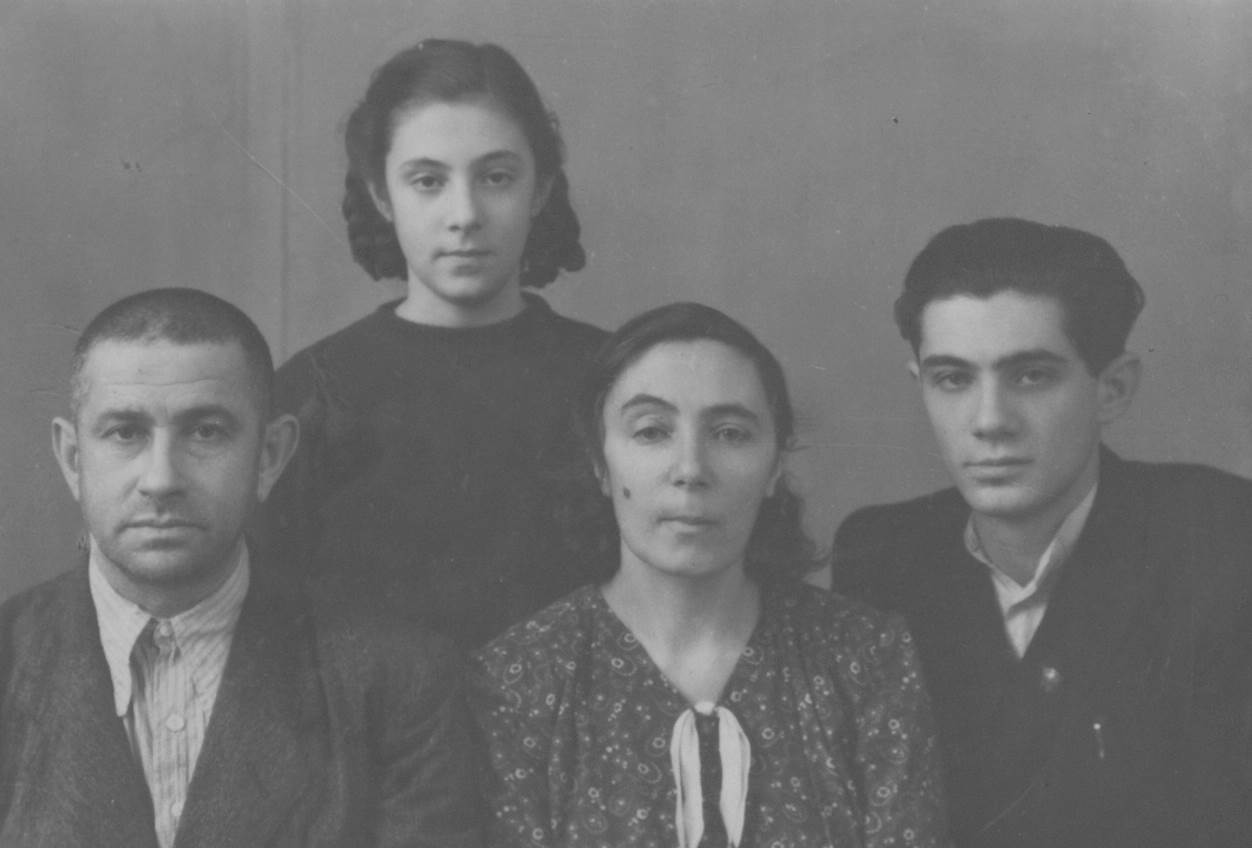
батько — Юхим Йосипович, мати — Нехама Зельманівна

Народився 11 листопада 1933 року у Києві в родині редактора газети політвідділу МТС с. Сталіндорф (нині — селище Вакулове), Філєра Юхима Йосиповича та бібліотекаря Філєр Нехами Зельманівни. До 1937 року разом з родиною мешкав у Сталіндорфі, але після звістки, що батька (Юхима Йосиповича) внесено до списку «ворогів народу», родина переїхала у селище ім. Дзержинського (Московської обл.), де Філєри мешкали до жовтня 1941 року. Згодом родина Філєрів евакуювалась до Новосибірську, де перебували до листопада 1944 року. Після звільнення Донбасу батька направили на відновлення шахт до Макіївки Сталінської області (нині — Донецька область).
Протягом 1947—1953 років Залмен навчався у вечірній школі з 6 класу, потім 1 курс гірничого технікуму (стаціонар), 10-й клас вечірньої школи, математичний факультет Харківського державного університету імені О. М. Горького (заочно), згодом працював на заводі та шахті слюсарем. У 1953—1960 роках працював вчителем математики, креслення, фізики, праці, завучем в одній зі шкіл Донецької області.
У 1960 році розпочав свою наукову діяльність. Спочатку асистентом кафедри математики Донецького політехнічного інституту, наукова робота з динаміки вібраційних машин під керівництвом В. К. Прєснякова на замовлення НДІ «Гіпромашвуглезбагачення» (Луганськ). 1966 року захистив кандидатську дисертацію в Інституті математики АН УРСР (керівник академік Ю. О. Митропольський, 01.01.02 «Диференційні та інтегральні рівняння»). Завкафедрою вищої математики ДПІ (1966—1976). 1987 року захистив докторську дисертацію в Київському політехнічному інституті (01.02.06 «Динаміка та міцність машин»). Основний напрямок наукової діяльності у 1960—1990 роках — динаміка вібраційних машин у взаємодії з електродвигунами і технологічним навантаженням. Контакти з Інститутом геотехнічної механіки АН УРСР, безпосередньо, з академіком В. М. Потураєвим).
З жовтня 1989 року працює у Кіровоградському педагогічному університеті. Більше уваги приділяє математиці й методиці її викладання. З 1979 року досліджує проблеми сонячної активності та її впливу на природу і соціум, методи прогнозу майже періодичних процесів, розробка самих прогнозів. У 1992 році був учасником Установчого з'їзду Української Академії оригінальних ідей (УАОІ), у 1993 році обраний академіком УАОІ, а також засновник Кіровоградського відділення та ризначений керівником секції математики та фізики УАОІ.

## Наукові дослідження
- Асимптотичні методи дослідження диференціальних рівнянь, які описують коливання вібраційних систем з двигуном обмеженої потужності (1960—1965 роки). Кандидатська дисертація (захист у 1966 році, керівник академік Ю. О. Митропольський, Інститут математики АН УРСР, Київ, спеціальність 01.01.02, диференціальні та інтегральні рівняння).
- Динаміка вібраційних пристроїв з електродвигунами (1965—1986). Докторська дисертація (захист у 1987 році, Київський політехнічний інститут, спеціальність 01.02.06, Динаміка і міцність машин, приладів та апаратури). 9 авторських свідоцтв на винаходи, 6 монографій, більше 160 статей й посібників. 2 кандидати наук з спеціальності 01.02.06 (захист 1986 року, Ризький політехнічний інститут, керівники Беловодський В. М., Хухлович Л. Г.).
- Аналітичні та чисельні методи розв'язання рівнянь та нерівностей і встановлення стійкості систем лінійних диференціальних рівнянь. Роботи з О. П. Дроздом, О. М. Батенком, О. М. Дрєєвим та О. І. Музиченком.
- Питання методики викладання математики та історії науки (1986—2009 роки). Статті й посібники (близько 200). 1 кандидат педагогічних наук (М. В. Головко, Національний педагогічний університет імені М. П. Драгоманова, 2000 рік), 10 магістрів з математики. Проведено 2 конференції (1999, 2007). Спецкурси для студентів фізико–математичного факультету.
- Узагальнення основних теорем матаналізу (Ролля, Лагранжа, Коші, формули Тейлора) та їх застосування до аналітичних та чисельних методів розв'язання рівнянь. Нові доведення класичних нерівностей (1989—2009 роки).
- Способи аналізу майже періодичних процесів з метою їх прогнозування. Створення методу послідовного виділення гармонік і програмної реалізації в «Extrapol». Прогнозування погоди та врожаїв.
- Прогнозування сонячної активності та її наслідків (1979—2009 роки). Залучення студентів до цієї роботи, читання спецкурсів на фізико-математичному та історичному факультетах. Підготовка до аспірантури з астрофізики П. Г. Брайка. Численні публікації у ЗМІ та матеріалах наукових конференцій, наукових записках. Ініційовано проведення наук. конференції в Києві (1995 рік). Підготовлено і видано 6 брошур — прогнозів (1996,2001-2009 років), у тому числі разом з О. М. Дрєєвим. Матеріали передаються й керівництву області, доповідаються на конференціях.
- Комплексні розв'язки нерівностей (1999—2009 роки) у класичному та розширеному змісті. Залучення до цієї роботи студентів-математиків та викладачів математики на семінарах та конференціях. Спроби перенести цей підхід на кватерніони. Пошук фізичних явищ, для яких цей підхід був би органічним. Узагальнення поняття розв'язання нерівності як пошуку прообразу за даним образом.

## Нагороди
- Медаль «В ознаменування 100-річчя з дня народження Володимира Ілліча Леніна» (1970);
- «Відмінник соцзмагання Мінважмашу» за багаторічну і плідну роботу з підготовки висококваліфікованих фахівців підприємств і організацій Мінважмашу нагрудний значок (1971);
- Медаль «Ветеран праці» за довголітню сумлінну працю (1986);
- Нагрудний знак МОН України «Відмінник освіти» (жовтень 2002 року);
- Почесне звання Заслужений працівник освіти України (указ Президента України від 16 травня 2007 року).

## Основні наукові роботи
- Филер З. Е. Численные методы теории колебаний. — Донецк: ДПИ, 1976. — 85 с.
- Филер З. Е. Интегральные уравнения теории колебаний. — Донецк: ДПИ, 1976. — 102 с.
- Филер З. Е., Хухлович Л. Г. Взаимодействие колебательной системы с электродвигателем вращения. — Донецк: ДПИ, 1980. — 85 с.
- Способ предварительного ослабления массива горных пород и устройство для его осуществления/ Авторы:…Филер Залмен Ефимович…(и ещё 7 соавторов). — Патенты России, 17736. — 30.06.1981.
- Філер З. Ю. Апроксимація та прогноз майже періодичних процесів / Залмен Юхимович Філєр, О. М. Дрєєв // Наукові записки КДПУ. Серія: Математичні науки / ред. В. О. Андрієнко [та ін.]. — Кіровоград: КДПУ ім. В. Винниченка, 2006. — Вип. 65. — С. 50. — 56.
- Філер З. Ю. Моделювання систем із запізненнями / Залмен Юхимович Філєр // Наукові записки КДПУ. Серія: Математичні науки / ред. В. О. Андрієнко [та ін.]. — Кіровоград: КДПУ ім. В. Винниченка, 2006. — Вип. 65. — С. 99 — 106.
- Філер З. Ю. Некоректність задачі розкладання вектора та нерівність Коші-Буняковського / Залмен Юхимович Філер, Олександр Дрєєв // Наукові записки КДПУ. Серія: Математичні науки / ред. Ю. І. Волков [та ін.]. — Кіровоград: КДПУ ім. В. Винниченка, 2007. — Вип. 66. — С. 72 — 76.
- Філер З. Ю. Сучасні методи дослідження нелінійних коливань / Залмен Юхимович Філер, О. І. Музиченко // Наукові записки КДПУ. Серія: Математичні науки / ред. Ю. І. Волков [та ін.]. — Кіровоград: КДПУ ім. В. Винниченка, 2008. — Вип. 67. — С. 72 — 83.
- Філер З. Ю., Дрєєв О. М. Вплив сонячної активності на погоду, врожайність, демографічні та соціально-економічні процеси в 2008 — 2009 роках — Кіровоград: Дорада, 2008. — 115 с.
- Дрєєв О. М. Алгоритм статистичного аналізу складних коливань / О. М. Дрєєв, Залмен Юхимович Філєр // Наукові записки КДПУ. Серія: Математичні науки / ред. Ю. І. Волков [та ін.]Кіровоград: КДПУ ім. В. Винниченка, 2008. — Вип. 67. — С. 42 — 50.
- Філєр З. Ю., Дрєєв О. М. Стан сонячної активності, її наслідків та їх прогноз. — Кіровоград: Поліграф-сервіс, 2009. — 28 с.
- Филер З. Е., Музыченко А. И. Компьютерная реализация критериев устойчивости линейных систем дифференциальных уравнений//Труды ИПММ НАН Украины. — Т. 18. — Донецк: ИПММ, 2009. — С. 189 — 199.
- Філер З. Ю. Біржові паніки, кризи та Сонце//Энергосбережение, энергетика, энергоаудит. — № 2 (60), 2009. — С. 49 — 54.
- Теорія та методика навчання математики, фізики, інформатики: збірник наукових праць. Випуск VIII: в 3-х томах. — Кривий Ріг: Видавничий відділ НМетАУ, 2010. — Т. 1: Теорія та методика навчання математики. — 201 с.
- Філер З. Ю. Історія допомагає пошукам / Залмен Юхимович Філєр // Наукові записки КДПУ. Серія: Математичні науки / Ю. І. Волков [та ін.]. — Кіровоград: КДПУ ім. В. Винниченка, 2012. — Вип. 71. — С. 62 — 69.
- Філєр З. Ю. Розв'язання рівнянь механічної системи з асинхронним електродвигуном на комп'ютері / Залмен Юхимович Філєр, В. В. Мельник // Наукові записки КДПУ. Серія: Математичні науки / В. А. Кушнір [та ін.]; відп. ред. Ю. І. Волков. — Кіровоград: КДПУ ім. В. Винниченка, 2013. — Вип. 72. — С. 53. — 58.
- Філєр З. Ю. Взаємодія сонячних магнітних полів з біосферою землі / Залмен Юхимович Філєр, А. С. Чуйков // Наукові записки КДПУ. Серія: Математичні науки / В. А. Кушнір [та ін.]; відп. ред. Ю. І. Волков. — Кіровоград: КДПУ ім. В. Винниченка, 2013. — Вип. 72. — С. 58 — 64.